# Marco Licinio
Marco Licinio è un cortometraggio muto italiano del 1907 diretto da Arturo Ambrosio.